# Betty McCollum
Pour les articles homonymes, voir McCollum.
Betty Louise McCollum, née le 12 juillet 1954 à Minneapolis, est une femme politique américain, élue du Minnesota Democratic-Farmer-Labor Party à la Chambre des représentants des États-Unis depuis 2001.

## Biographie
Betty McCollum est originaire de Minneapolis, plus grande ville du Minnesota. Elle est diplômée de l'université Sainte-Catherine.
Elle se présente une première fois au conseil municipal de North St. Paul en 1984, avant d'y entrer en 1987. En 1992, elle est élue à la Chambre des représentants du Minnesota.
Lors des élections de 2000, elle est candidate à la Chambre des représentants des États-Unis dans le 4e district du Minnesota. Elle est élue avec 48 % des voix devant la républicaine Linda Runbeck (30,9 %) et Tom Foley, candidat du Parti de l'indépendance du Minnesota (20,6 %). Elle est depuis réélue tous les deux ans avec plus de 57 % des suffrages.
Avec Keith Ellison, elle représente la communauté tibétaine aux États-Unis au Congrès des États-Unis, et célèbre avec lui le nouvel an tibétain de 2014, en présence du 14e dalaï-lama, en visite dans le Minnesota.